# Оушен-Фоллс
Оушен-Фоллс (англ. Ocean Falls) — невеличке містечко у канадській провінції Британська Колумбія, у складі регіонального округу Сентрал-Коаст.

## Клімат
Громада знаходиться у зоні, котра характеризується морським кліматом. Найтепліший місяць — серпень із середньою температурою 15.6 °C (60 °F). Найхолодніший місяць — січень, із середньою температурою 0 °С (32 °F).
| Клімат Оушен-Фоллса     | Клімат Оушен-Фоллса | Клімат Оушен-Фоллса | Клімат Оушен-Фоллса | Клімат Оушен-Фоллса | Клімат Оушен-Фоллса | Клімат Оушен-Фоллса | Клімат Оушен-Фоллса | Клімат Оушен-Фоллса | Клімат Оушен-Фоллса | Клімат Оушен-Фоллса | Клімат Оушен-Фоллса | Клімат Оушен-Фоллса | Клімат Оушен-Фоллса |
| Показник                | Січ.                | Лют.                | Бер.                | Квіт.               | Трав.               | Черв.               | Лип.                | Серп.               | Вер.                | Жовт.               | Лист.               | Груд.               | Рік                 |
| Середній максимум, °C   | 2                   | 4                   | 7                   | 10                  | 14                  | 17                  | 19                  | 20                  | 17                  | 11                  | 6                   | 4                   | 10                  |
| Середня температура, °C | 0                   | 2                   | 4                   | 6                   | 10                  | 13                  | 15                  | 16                  | 14                  | 9                   | 4                   | 2                   | 7                   |
| Середній мінімум, °C    | 0                   | 0                   | 1                   | 3                   | 6                   | 9                   | 11                  | 12                  | 10                  | 6                   | 2                   | 0                   | 5                   |
| Норма опадів, мм        | 469                 | 382                 | 368                 | 313                 | 219                 | 191                 | 168                 | 220                 | 349                 | 606                 | 546                 | 562                 | 4393                |
| ----------------------- | ------------------- | ------------------- | ------------------- | ------------------- | ------------------- | ------------------- | ------------------- | ------------------- | ------------------- | ------------------- | ------------------- | ------------------- | ------------------- |
| Джерело: Weatherbase    |                     |                     |                     |                     |                     |                     |                     |                     |                     |                     |                     |                     |                     |